# Kačerov (stanice metra)

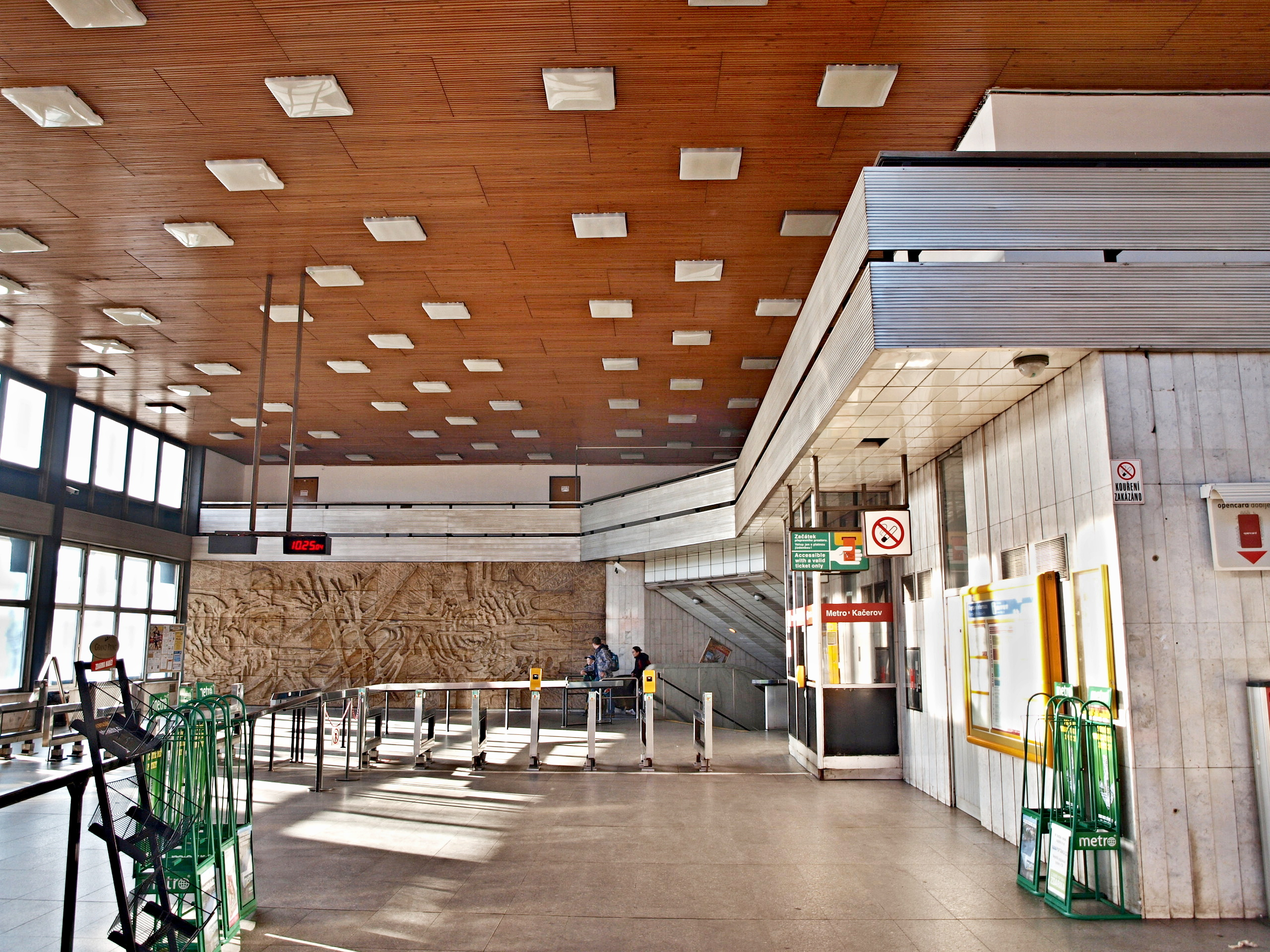
Vestibul stanice Kačerov

Kačerov (zkratka KC) je stanice metra, nacházející se v Praze, na okraji čtvrti Pankrác, na hranici katastrálních území Michle a Krč, pod ulicemi Budějovická a Michelská. Byla otevřena jako jedna z prvních stanic, 9. května 1974, byla to koncová stanice úseku I.C.

## Charakteristika stanice
Stanice je hloubená, postavená v otevřené jámě, do roku 1980 byla dočasně koncová. Nástupiště je jedna velká hala se dvěma řadami sloupů, je uspořádáno ostrovně. Sloupy i stěny jsou obloženy bílými mramorovými deskami, používanými na úseku I.C v hojném počtu. Z Kačerova vede jeden výstup do povrchového vestibulu, který se dále napojuje na autobusový terminál, obsluhující rozsáhlou oblast sídlišť kolem Lhotky, Libuše a Modřan (do roku 1980 navíc obsluhoval Jižní Město, na které tehdy ještě nejezdilo metro). Vestibul je s nástupištěm spojený pevným schodištěm a jedním eskalátorem. Za stanicí se nacházejí koleje vedoucí na povrch do depa Kačerov, které slouží celé trase C. Tyto koleje je možné použít také jako obratové nebo odstavné. Tyto koleje i koleje na Háje jsou vedeny po mostě nad železniční tratí 210. Stěny mostu však byly dodány až roku 1980, kdy byla linka prodloužena právě na Háje. Bylo to z důvodu, aby denní světlo strojvůdce neoslnilo. 
Od 23. srpna 2022 je v plánu celková rekonstrukce stanice a vybudování nového výtahu pro bezbariérový přístup. Ovšem podle aktuálního vyjádření tiskového oddělení DPP (červen 2024) konkrétní termín není dosud stanoven, čeká se na rozhodnutí soukromého developera, který nejbližší okolí stanice zastaví (podle původního plánu měly stavební práce na Kačerově skončit v roce 2025).[zdroj⁠?!]

## Stavba
Na výstavbu stanice bylo vydáno 130,4 milionů Kčs.[zdroj?] Stanice byla budována v jámě zajištěné železobetonovými pilotami (2270 bm) a v menším rozsahu v jámě svahované. Při výkopu se musely překládat inženýrské sítě, přes stanici vedl provizorní most Budějovické ulice. Vytěženo bylo 158 000 m³, z čehož 55 000 tvořily tvrdé bohdalecké břidlice. Současně se stavbou probíhala rekonstrukce ulice Michelská. Část stanice byla využita jako těžební jáma pro stavbu tunelů směrem k Budějovické. V červenci bylo staveniště zaplaveno povodní po průtrži mračen, zpoždění se však podařilo zlikvidovat. Na stavbu padlo 24 800 m³ betonu.

## Návazná doprava
U stanice začínají trasy linek 106 směr Nádraží Braník, 113 směr Písnice a Točná, 157 směr Násirovo náměstí, 189 směr Sídliště Lhotka a 215 směr Sídliště Libuš. Terminálem dále projíždějí linky 138 směr Sídliště Skalka a Ústavy Akademie věd, 139 směr Želivského a Komořany, 150 směr Želivského a Na Beránku a 196 směr Kloboučnická a Smíchovské nádraží. V noci zastávky obsluhují linky 910 jezdící mezi konečnou Na Beránku a Letištěm, dále linka 956 z Budějovické do Jílového u Prahy. Příměstskou dopravu zajišťují linky 331 a 333 jedoucí přes Písnici do oblasti Dolních Břežan. Od prosince 2014 je v provozu železniční zastávka Praha-Kačerov na železniční trati Praha – Vrané nad Vltavou, která mezi stanicemi Praha-Spořilov a Praha-Krč podchází trasu metra v bezprostřední blízkosti stanice Kačerov. Vybudování tohoto přestupního uzlu a zavedení častého vlakového spojení v taktu na této trati mělo ulehčit MHD, omezit individuální automobilovou dopravu a případně umožnit náhradu přerušené trasy C směrem do centra železnicí.

## Odraz v kultuře
Stanici Kačerov zmiňuje ve své básničce Karel Plíhal.

## Fotografie

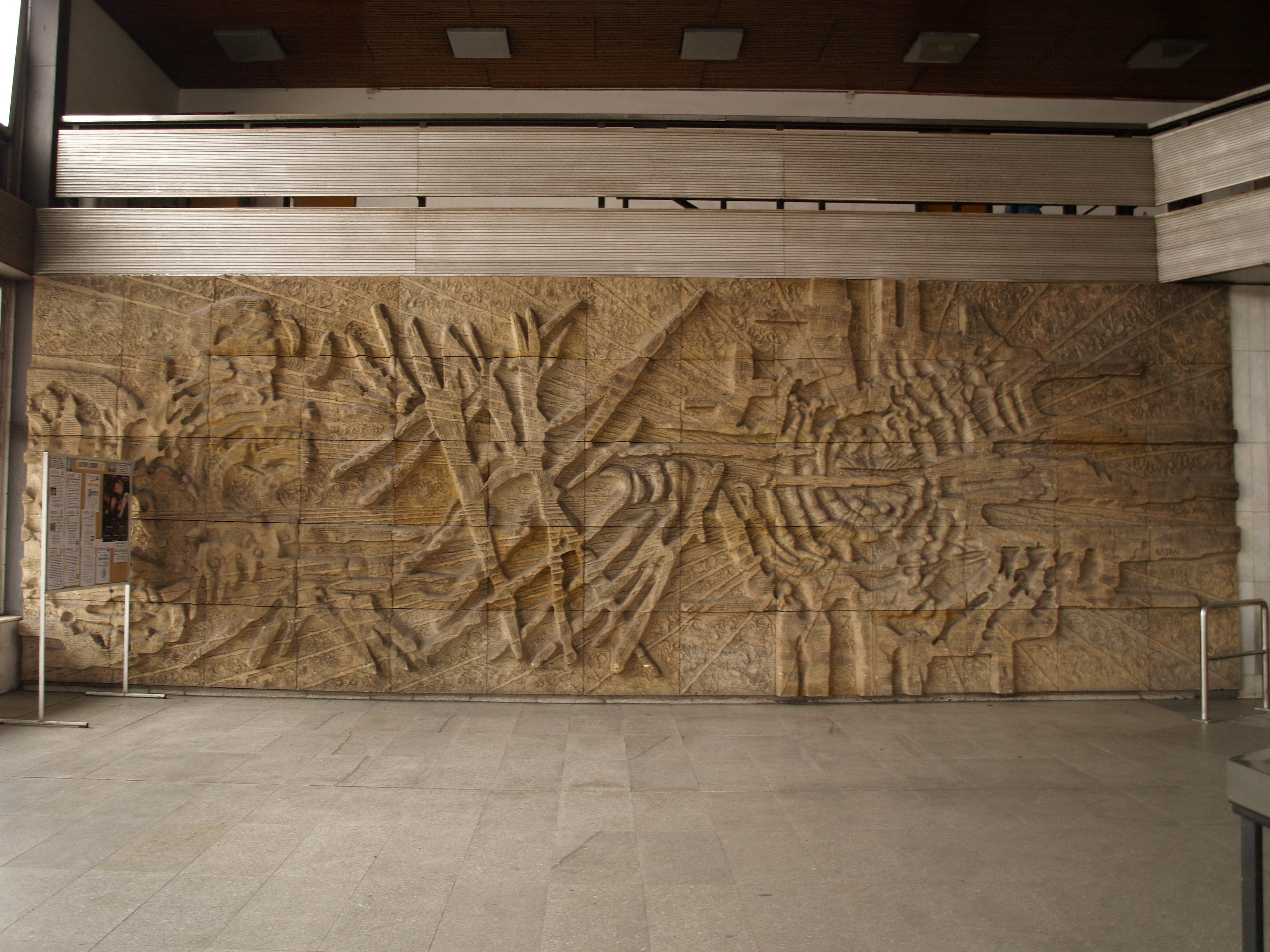
Nástěnný reliéf Vladislava Gajdy
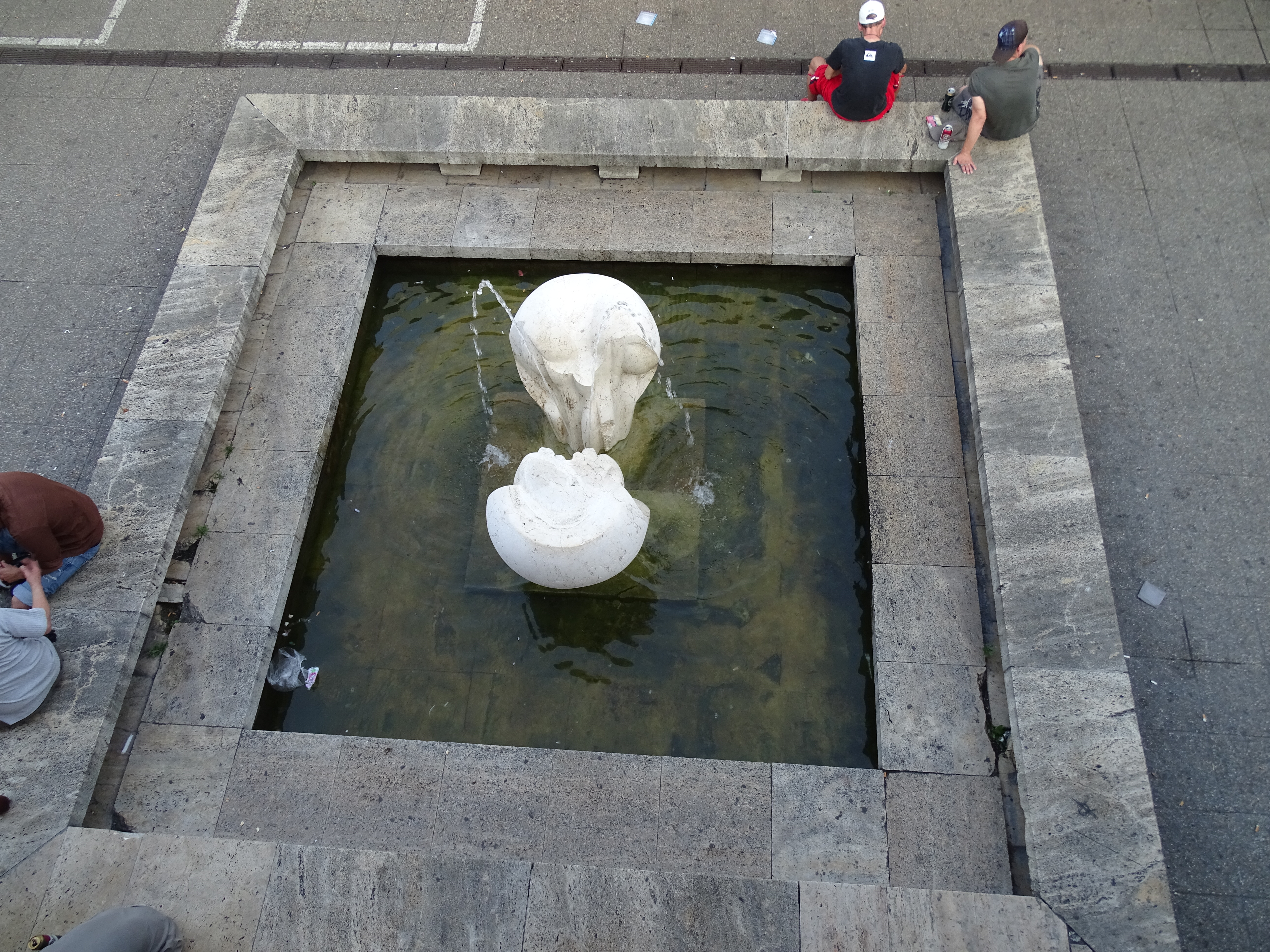
Fontána na nádvoří před stanicí
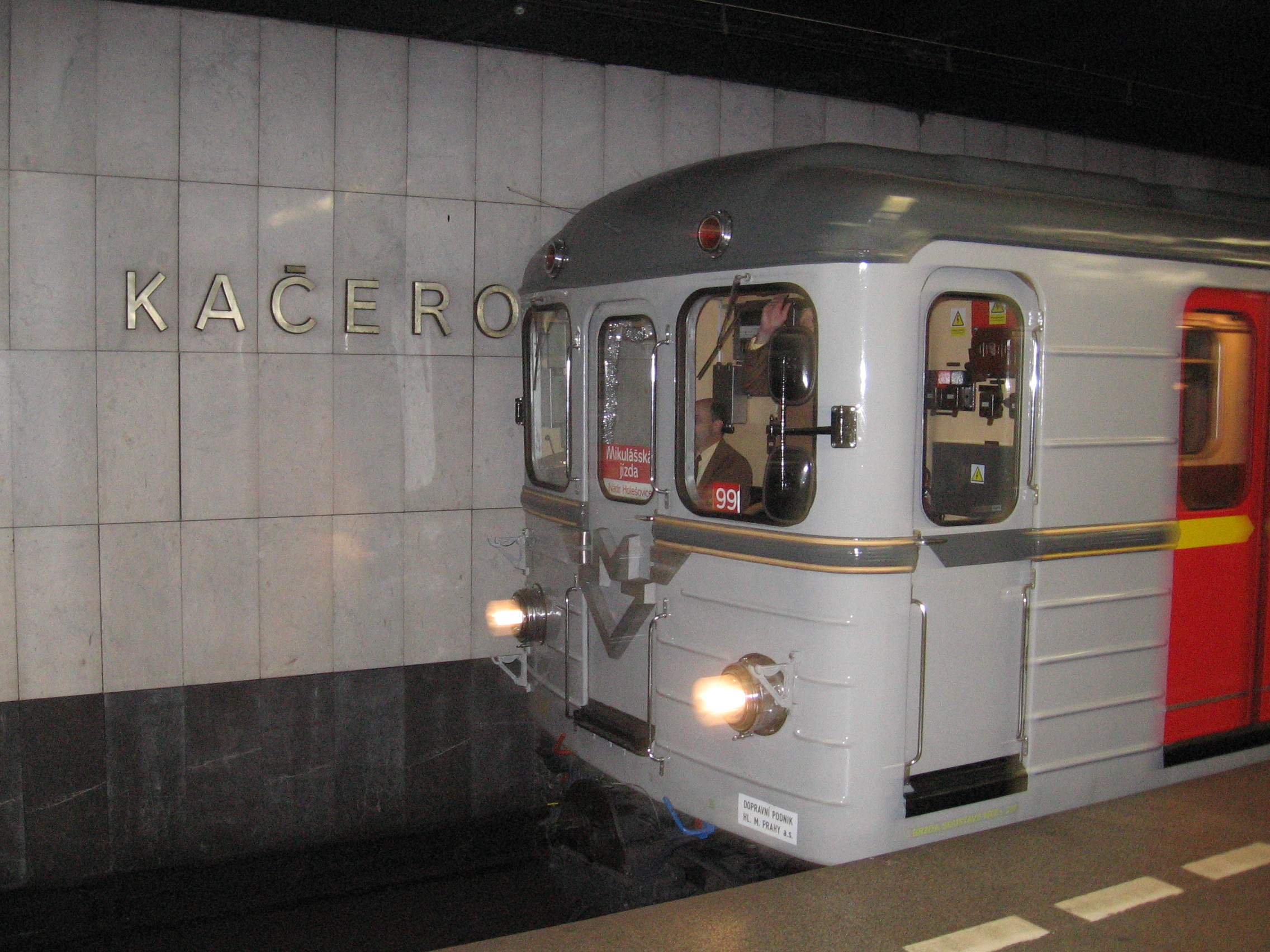
Stanice metra Kačerov s vozem Ečs při příležitosti oslav 130 let MHD
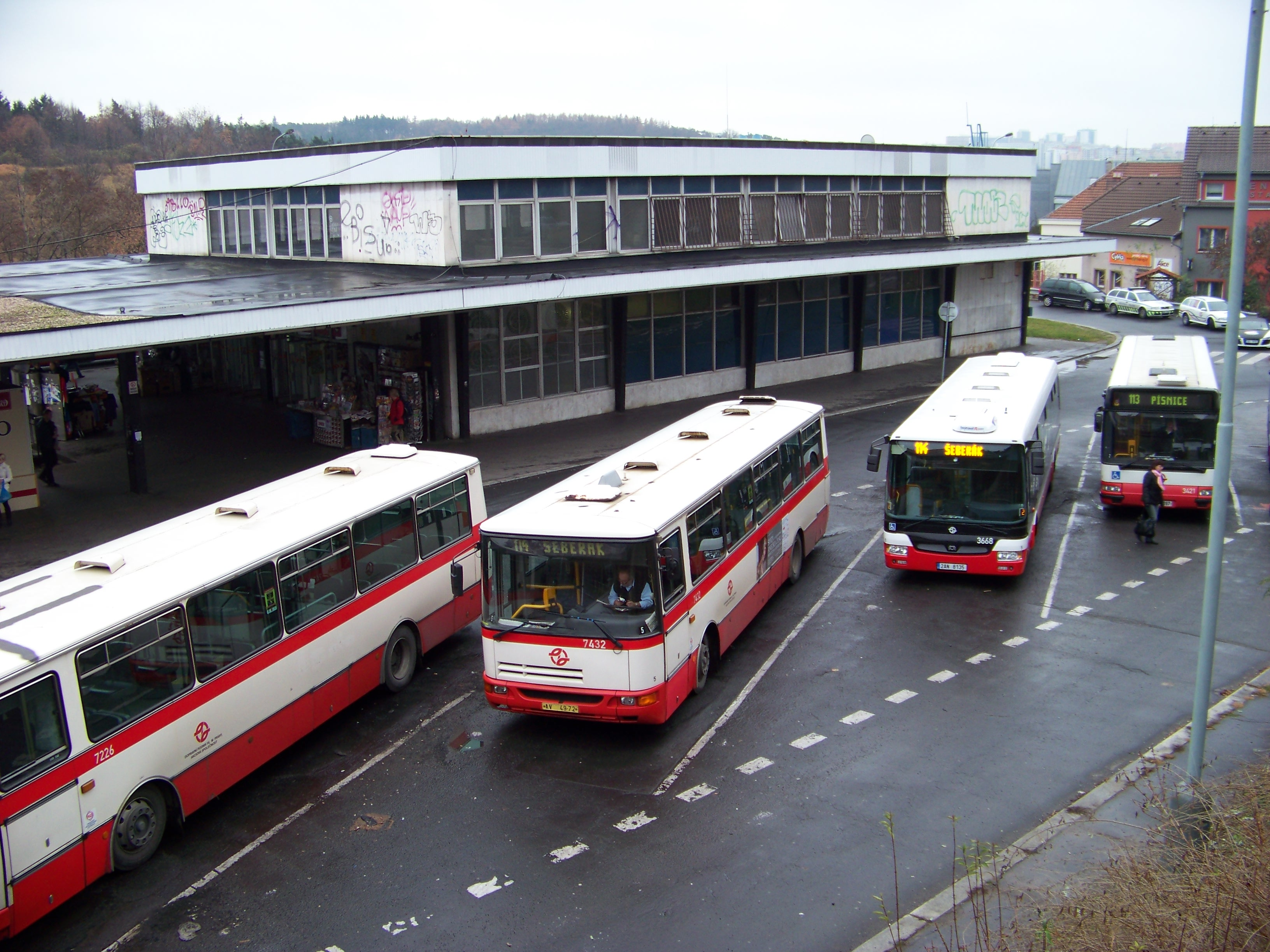
Budova stanice Kačerov vstupu do metra a obratiště autobusů, z pěší lávky
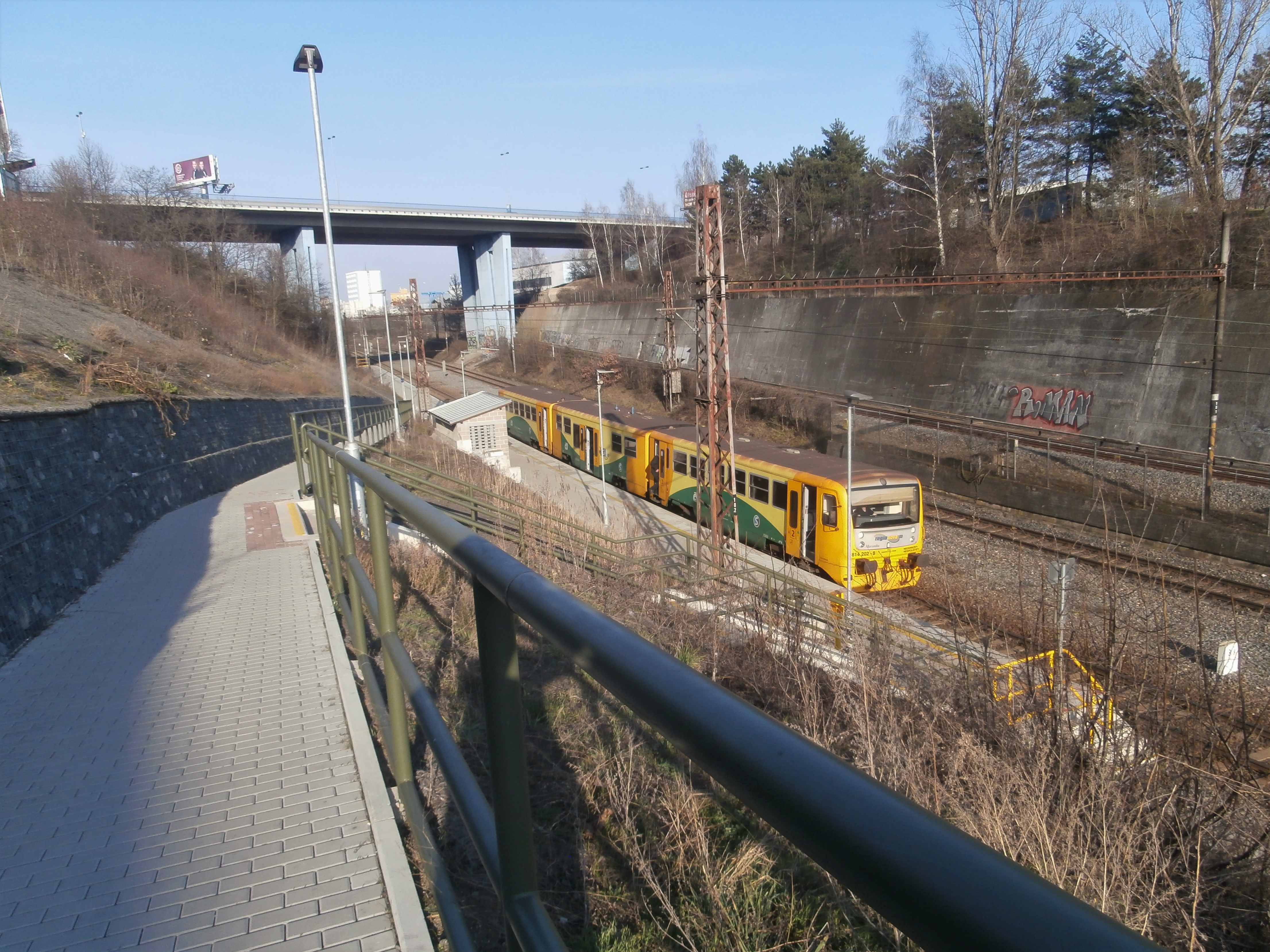
Železniční zastávka Praha-Kačerov nacházející se v blízkosti stanice metra
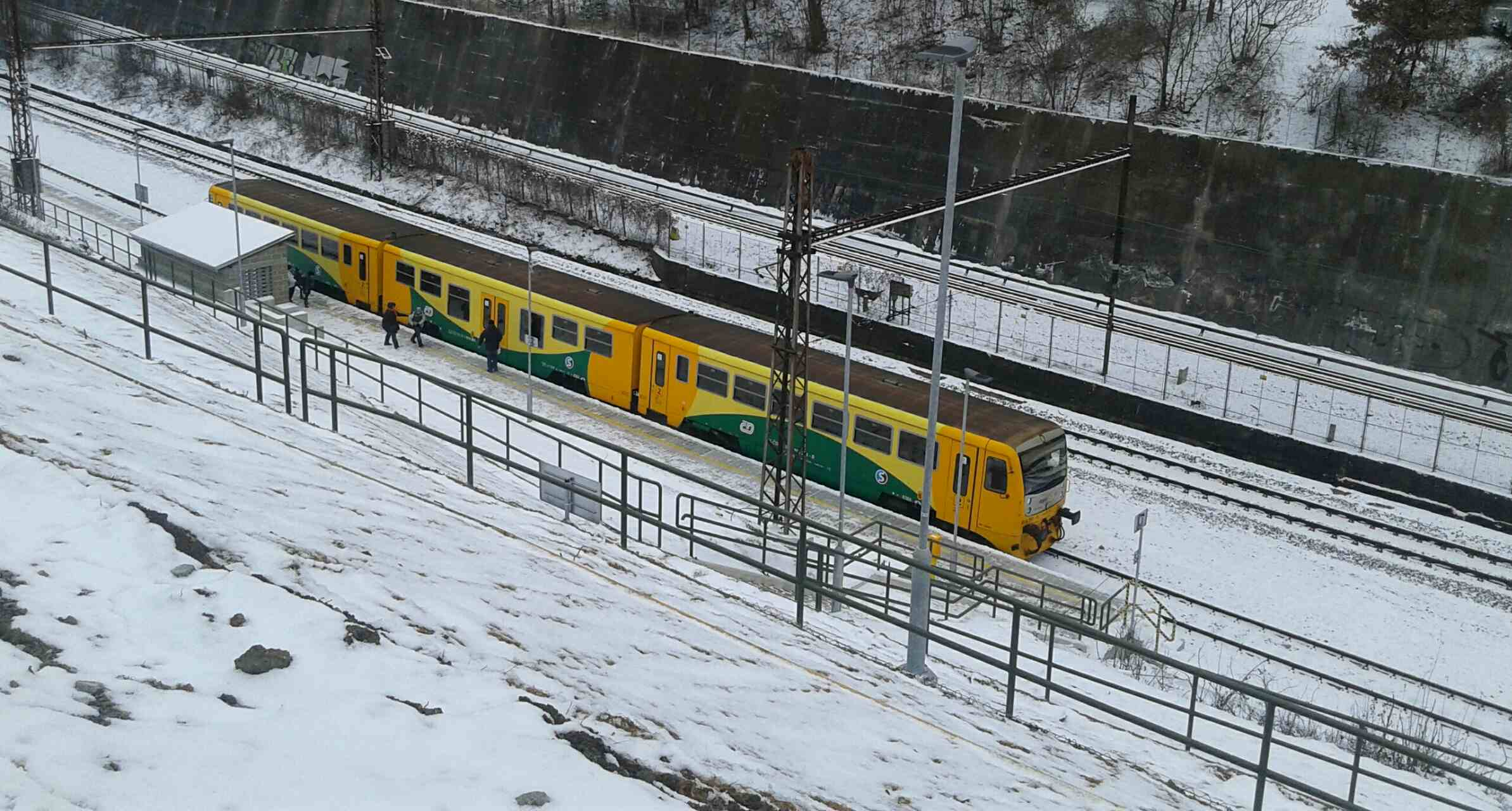
Železniční zastávka Praha-Kačerov se soupravou typu Regionova